# Kościół św. Michała Archanioła w Małej
Kościół św. Michała Archanioła w Małej – kościół rzymskokatolicki pw. św. Michała Archanioła, pełniący funkcję kościoła parafialnego znajdujący się w miejscowości Mała.
W 1979 obiekt wpisany został do rejestru zabytków.

## Historia obiektu
Kościół zbudowany został w latach 1593-95 z fundacji ówczesnych właścicieli dworu w Małej Rafała i Elżbiety Łyczków. W 1597 biskup krakowski kard. Jerzy Radziwiłł dokonał konsekracji kościoła, pod wezwaniem św. Michała Archanioła. Odnawiany w XVIII w. i w 1966. W 1909 dobudowano wieżę. W 1984 wybudowano ogrodzenie wokół kościoła z miejscowego kamienia. W latach 2012–14 przeprowadzono kapitalny remont świątyni i konserwacji jej wyposażenia. Przywrócono dawne pokrycie gontowe na kościele i dzwonnicy, wymieniono oszalowanie, odnowiono wewnętrzne polichromie i wyposażenie ruchome.

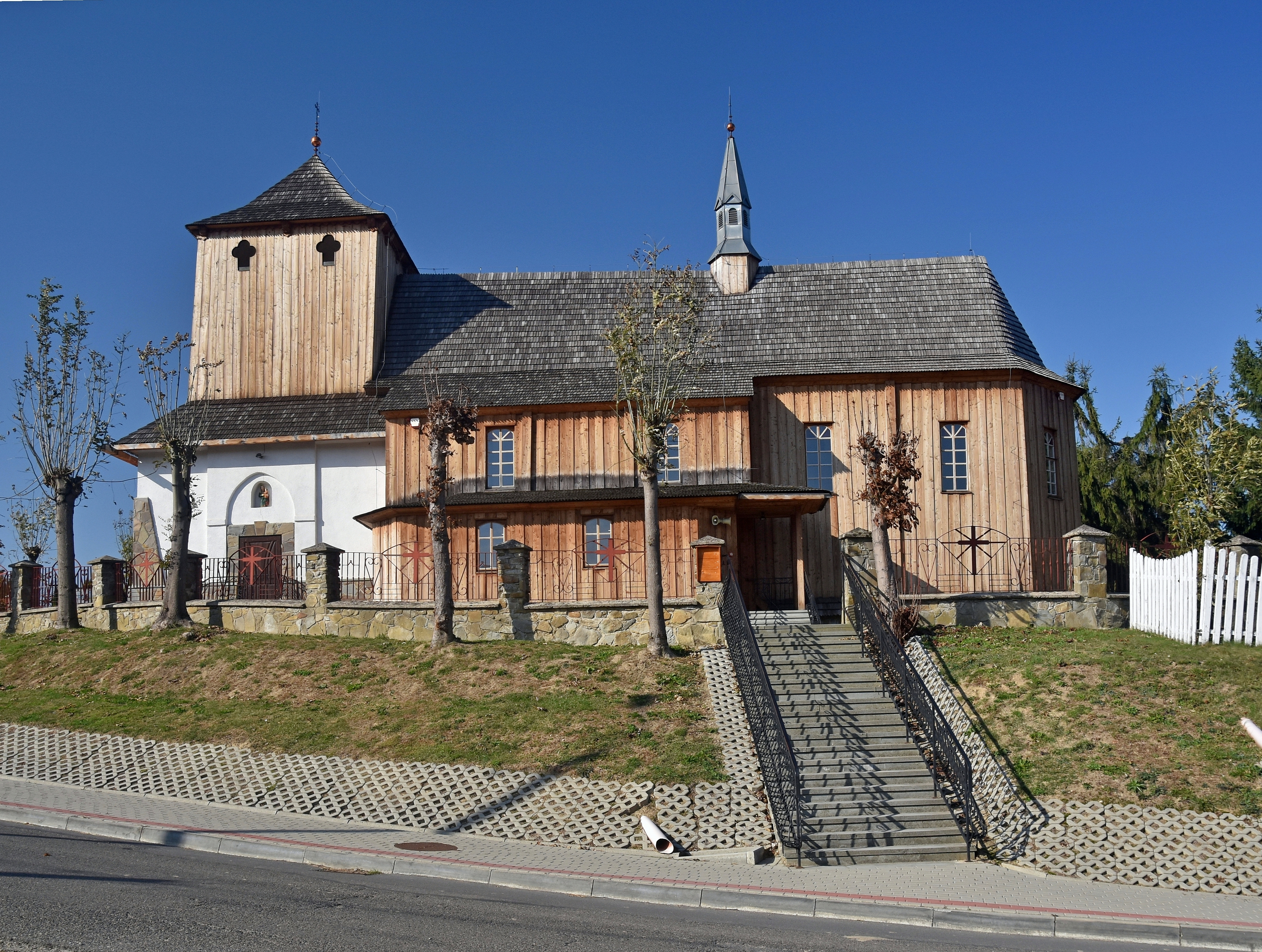
Elewacja południowa
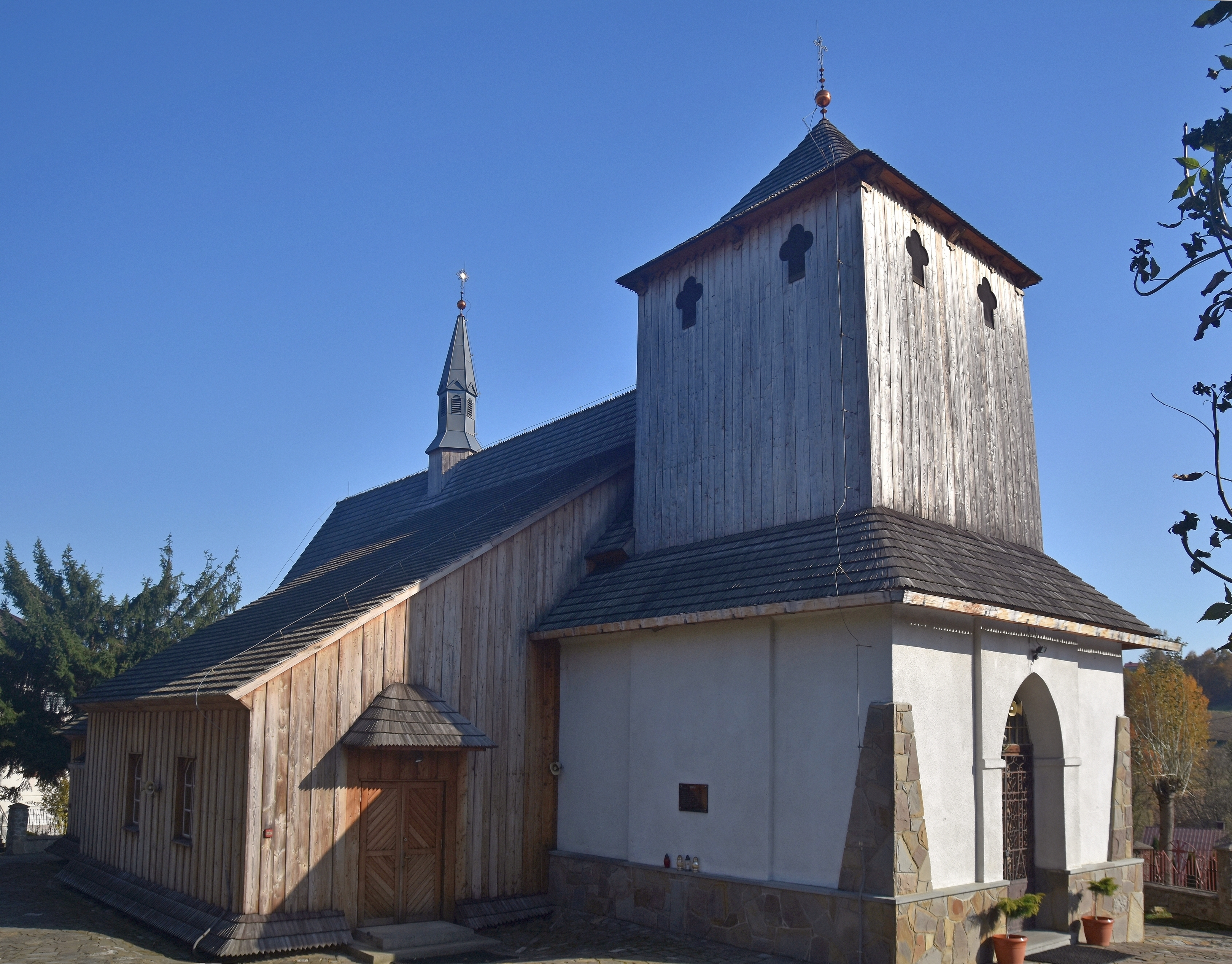
Elewacja północna
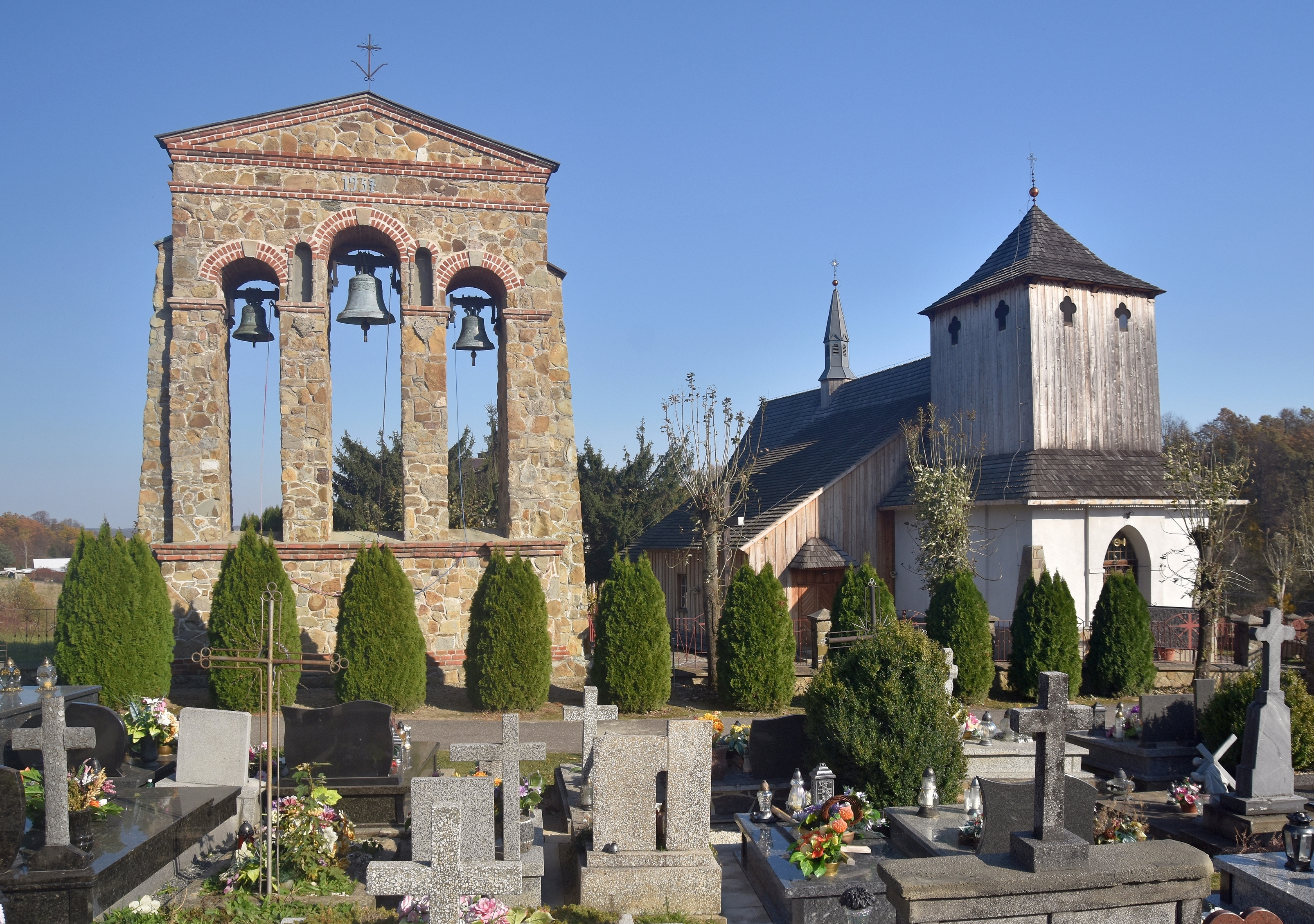
Dzwonnica

## Architektura i wyposażenie
Kościół zbudowany w stylu późnogotyckim. Z drewna modrzewiowego, orientowany, konstrukcji zrębowej. Prezbiterium mniejsze od nawy, zamknięte trójbocznie z boczną zakrystią. Z boku nawy kruchta i duża kaplica. Od frontu wieża na planie kwadratu, dwukondygnacyjna, dołem murowana z cegły, górą drewniana konstrukcji słupowej, kryta dachem namiotowym. Dach jednokalenicowy, kryty gontem z sześcioboczną wieżyczka na sygnaturkę, zwieńczona blaszanym hełmem ostrosłupowym. W przyziemiu wokół świątyni fartuch gontowy.
Wnętrze w nawie i prezbiterium nakryte stropem płaskim z zaskrzynieniami, ozdobione współczesną polichromią o motywach roślinnych wykonaną w latach 1965-66 przez Annę i Zofię Pawłowskie. Za ołtarzami bocznymi ocalały tylko niewielkie fragmenty polichromii figuralnej z lat 1597-1610.
Do najcenniejszych elementów wyposażenia kościoła należą:
- późnorenesansowe obrazy z około 1597: Matka Boska z Dzieciątkiem ze św. Elżbietą i Janem Chrzcicielem; Ukrzyżowanie na desce ze złotym tłem; św. Barbara i św. Katarzyna,
- barokowy prospekt organowy z połowy XVII w. usytuowany na chórze o wygiętym parapecie z balaskami z I połowy XVIII w.,
- późnobarokowy ołtarz główny z ok. 1780 z rzeźbą Michała Archanioła;
- drewniana chrzcielnica z I połowy XVIII w.,
- osiemnastowieczna rokokowa ambona i ławka kolatorska[3][4]

## Otoczenie
Od strony północno-zachodniej znajduje się nowsza od kościoła wolnostojąca kamienna trójarkadowa dzwonnica parawanowa. Wisi na niej dzwon z 1634 odlany w pracowni Jakuba Erlichera ufundowany przez Katarzynę Łyczkową z Nowosielc.